# Гурецько-Старе
Гурецько-Старе (пол. Górecko Stare) — село в Польщі, у гміні Юзефув Білгорайського повіту Люблінського воєводства.
Населення — 322 особи (2011).
У 1975-1998 роках село належало до Замойського воєводства.

## Демографія
Демографічна структура станом на 31 березня 2011 року:
|          | Загалом | Допрацездатний вік | Працездатний вік | Постпрацездатний вік |
| -------- | ------- | ------------------ | ---------------- | -------------------- |
| Чоловіки | 166     | 32                 | 107              | 27                   |
| Жінки    | 156     | 30                 | 77               | 49                   |
| Разом    | 322     | 62                 | 184              | 76                   |